# Chirita purpureolineata
Chirita purpureolineata är en tvåhjärtbladig växtart som först beskrevs av Kerr och William Grant Craib, och fick sitt nu gällande namn av D. Wood. Chirita purpureolineata ingår i släktet Chirita och familjen Gesneriaceae. Inga underarter finns listade i Catalogue of Life.